# دكتور سوس
تيودور سوس جيزل (بالإنجليزية: Theodor Seuss Geisel) المشهور بـ دكتور سوس (بالإنجليزية: Dr. Seuss), (2 مارس 1904 - 24 سبتمبر 1991), روائي ورسام كارتون أمريكي ولد عام 2 مارس 1904 في (سبرينغفيلد - ماساتشوستس) - (الولايات المتحدة الأمريكة) اشتهر بمؤلفاته ورسومه وخصوصاً كتبه الموجهة للأطفال. بيعت أكثر من 200 مليون نسخة من كتبه، كما تحولت إلى عدد من الأفلام الناجحة مثل «جرينش» و«القطة في القبعة» و«هورتون يسمع من!» و«لوراكس».

## نشأته
في جامعة دارتموث بدأ يكتب (تيودور) كثيرا في كتب لمجلة الجامعة، بعد جامعة دارتموث ذهب (تيودور) إلى جامعة أوكسفورد في إنجلترا. كان هناك حيث تعرف (تيودور) على (هالان بالمر) «زوجة المستقبل», (تيودور) كتب ورسم كتابه الأول من أجل اطفاله قبل الحرب العالمية الثانية، كما عمل خبيرًا في العلاقات العامة ومختصًا في أفلام الرسوم المتحركة وكاتب فكاهة للمجلات واستديوهات الأفلام.

## أسلوبه
1. المصطلحات: لا يتحرج من اختراع الكلمات وأسماء الكائنات والبلاد دون خوف من منطق يكبحه أو عالِم يصححه.
2. الرسم: قدرته على رسم تلك المخلوقات بأشكال (غريبة، وعجيبة، ومضحكة، وملونة).

## أعماله
وقد كتبت معظم كتب د. سوس في صيغ شعرية بسيطة، قد قام بتوضيحها بنفسه، وهي:
| السنة | الرواية                           |
| ----- | --------------------------------- |
| 1938  | قبعات بارثولوميو كيوبنز الخمسمائة |
| 1937  | وأعتقد أني رأيته في شارع التوت    |
| 1954  | هورتون يسمع من!                   |
| 1957  | القط ذو القبعة                    |
| 1957  | كيف سرق غرينش عيد الميلاد!        |
| 1960  | الأخضر بيض ولحم الخنزير           |
| 1971  | لوراكس                            |

ويستمتع صغار القراء بترانيم (الدكتور سوس) الذكية، ورسوماته للمخلوقات الخيالية، والأسماء الساذجة والكلمات المخترعة. وفي عام 1984 منح (الدكتور سوس) جائزة بوليتزر إشادة خاصة لمساهمته عبر ما يقارب نصف القرن في التعليم ومتعة أطفال أمريكا ووالديهم.

## وفاته
توفي الدكتور سوس في اليوم الرابع والعشرين من شهر سبتمبر، عام 1991م بعد صراع طويل مع مرض سرطان الفم عن عمر ناهز 87 عاماً وقد إنتشر الخبر على وسائل الإعلام التلفزيونية والإنترنت وقد تحطمت قلوب الأطفال ونزلت الدموع من عيونهم داعين له بالرحمة والمغفرة ووقتها كان لديه 44 من كتب الأطفال وبعد 24 سنة من وفاته أي في سنة 2015 صدر كتاب جديد له تم تأليفه من قبل دار راندوم هاوس للنشر بالإنجليزية:- ((Random House Publishing)) وقد كان من المقرر صدوره في يوم 28 يوليو 2015 وقد سجل لاحقاً في تطبيق خزينة الدكتور سوس بالإنجليزية:- ((Dr. Seuss Treasury)) المنشئ من قبل أوشن هاوس ميديا بالإنجليزية:- ((Oceanhouse Media)).

## روابط خارجية
- دكتور سوس على موقع IMDb (الإنجليزية)
- دكتور سوس على موقع الموسوعة البريطانية (الإنجليزية)
- دكتور سوس على موقع الموسوعة البريطانية (الإنجليزية)
- دكتور سوس على موقع ميوزك برينز (الإنجليزية)
- دكتور سوس على موقع قاعدة بيانات برودواي على الإنترنت (الإنجليزية)
- دكتور سوس على موقع قاعدة بيانات برودواي على الإنترنت (الإنجليزية)
- دكتور سوس على موقع إن إن دي بي (الإنجليزية)
- دكتور سوس على موقع ديسكوغز (الإنجليزية)
- دكتور سوس على موقع قاعدة بيانات الفيلم (الإنجليزية)